# Nuestra Señora de la Asunción (Navasa)

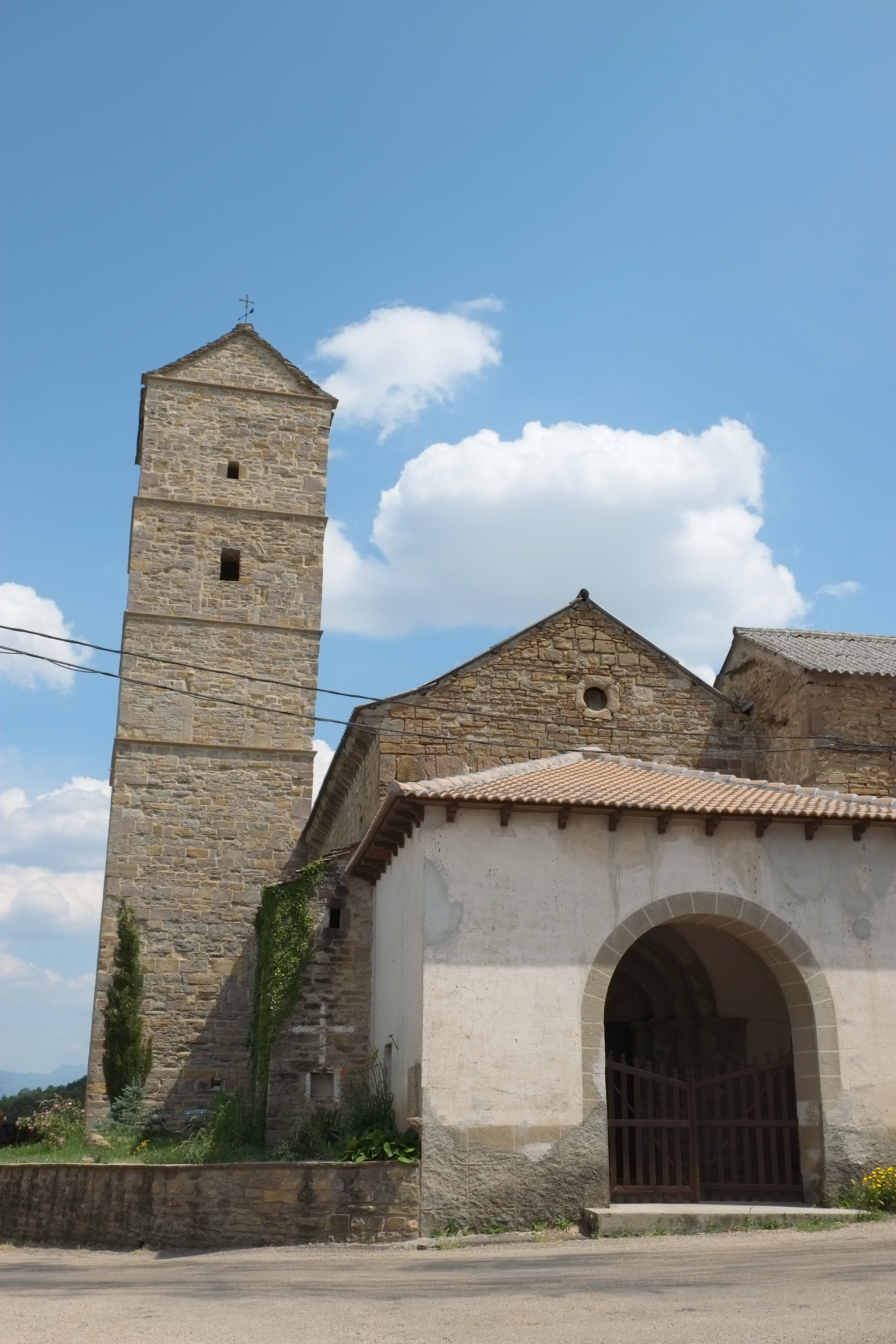
Pfarrkirche Nuestra Señora de la Asunción

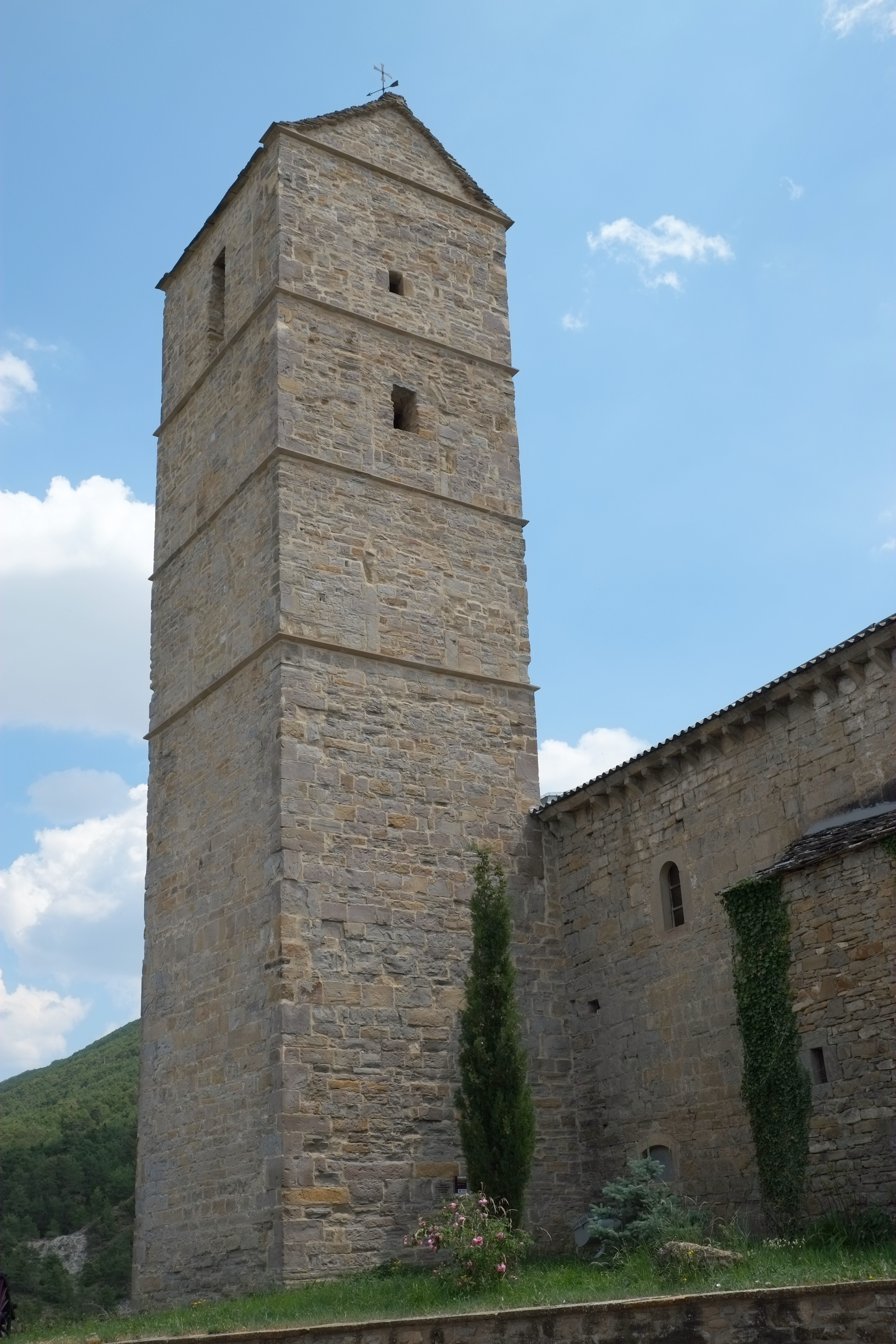
Turm

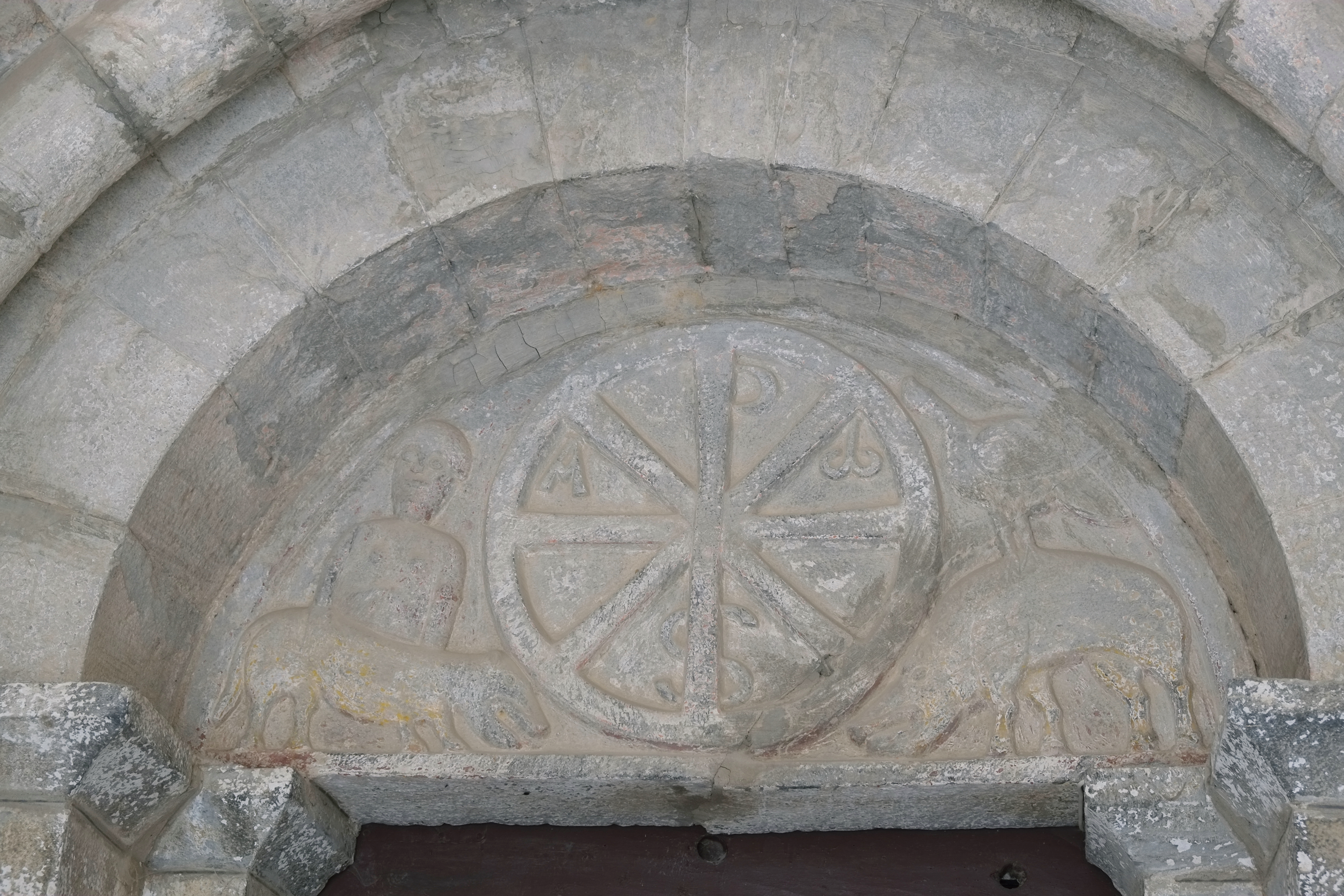
Tympanon des Portals

Die römisch-katholische Pfarrkirche Nuestra Señora de la Asunción (früher Santa Eulalia) in Navasa, einem Ortsteil von Jaca (Municipio), dem Hauptort der Jacetania in der Provinz Huesca der spanischen Autonomen Gemeinschaft Aragón, ist eine romanische Kirche aus dem 12. Jahrhundert. Die Kirche, die heute dem Patrozinium Mariä Aufnahme in den Himmel unterstellt ist, war ursprünglich der heiligen Eulalia von Mérida gewidmet. 

## Architektur

### Außenbau
An der Nordseite der Kirche steht der quadratische Glockenturm, dessen vier Geschosse durch Gesimse gegliedert sind. An den oberen Geschossen sind noch die ursprünglichen, heute zugemauerten Zwillingsfenster zu erkennen. An der Südseite des Langhauses, dem Turm gegenüber, ist die Sakristei angebaut. Unter dem Dachansatz am Chor und am Langhaus verläuft eine Reihe von Kragsteinen, die zum Teil mit Kugeln und Röllchen verziert sind. 
An der Westfassade wurde in neuer Zeit eine Vorhalle angebaut, in die das Portal integriert ist. Das Rundbogenportal wird von drei Archivolten gerahmt, die auf Pfeilern aufliegen. Auf dem Tympanon ist in der Mitte ein Kreis mit dem Christusmonogramm eingemeißelt, auf der linken Seite eine menschliche Figur mit einem Tier, vielleicht einem Löwen, auf der rechten Seite ein Wildschwein mit einem Vogel auf dem Rücken.

### Innenraum
Das einschiffige Langhaus mündet im Osten in einen tonnengewölbten Chor, der ebenso hoch ist wie das Langhaus. Der Chor schließt mit einer halbrunden, von einer Kalotte gedeckten Apsis. In der Mitte der Ostwand der Apsis öffnet sich ein Rundbogenfenster.
An den Wänden und der Decke wurden Reste von romanischen Wandmalereien entdeckt, die im Diözesanmuseum in Jaca aufbewahrt werden. Die Malereien stellen die Anbetung der Heiligen Drei Könige und die Flucht nach Ägypten dar.

## Ausstattung
Unter der hölzernen Empore an der Westseite des Langhauses ist das romanische Taufbecken aufgestellt. Das rechteckige, steinerne Becken ist an den Ecken mit Tauband und kleinen Köpfen verziert. Zeitweise stand es auf dem Dorfplatz und wurde als Viehtränke genutzt.